# State Farm Stadium
Le State Farm Stadium (auparavant appelé Cardinals Stadium, et University of Phoenix Stadium) est un stade de football américain situé à Glendale, dans la banlieue de Phoenix, en Arizona. Il est adjacent à la Gila River Arena, l'ancienne arène des Coyotes de l'Arizona (LNH).
Depuis août 2006, c'est la nouvelle enceinte des Cardinals de l'Arizona de la NFL, qui jouaient au Sun Devil Stadium. Depuis le 1er janvier 2007, le stade accueille le Fiesta Bowl. Sa capacité est de 63 400 places pour les matchs NFL de saison régulière et de 72 200 places pour les événements importants comme le Super Bowl et le Fiesta Bowl.
Le stade n'est pas partagé par les franchises professionnelles et l'Université de Phoenix : cette dernière, établissement d'enseignement supérieur à but lucratif, a seulement acheté le droit de dénomination de ce stade mais n'a pas de programme sportif interuniversitaire.

## Histoire
Vers la fin des années 1990, les Cardinals de l'Arizona ont commencé à désirer un nouveau stade. Après plusieurs années de discussion, en août 2002, le Arizona Sports and Tourism Authority a voté pour construire un nouveau stade à toit rétractable dans la ville de Glendale. Il remplace l'ancien Sun Devil Stadium et comporte non seulement un toit rétractable, mais un terrain qui peut se déplacer hors de la structure. Il est construit sur une surface de 113 000 mètres carrés qui est possédée par Arizona Sports and Tourism Authority. Le coût total du projet est de 455 millions de dollars, dont 395,4 millions pour le stade, 41,7 millions pour la préparation du site et 17,8 millions pour le terrain. Afin de financer la construction du bâtiment, les Cardinals de l'Arizona ont payé 143,2 millions de dollars soit environ 25 % du coût et ils ont également acheté le terrain pour le stade à un coût de 17,8 millions. Le Arizona Sports and Tourism Authority paya 302,3 millions de dollars et la ville de Glendale 9,5 millions. Ses concepteurs sont Peter Eisenman et la firme HOK Sport.
La construction de l'University of Phoenix Stadium a commencé le 12 avril 2003. À l'origine il devait être accompli pour la saison NFL de 2005, mais le stade a ouvert ses portes le 12 août 2006 où les Cardinals de l'Arizona ont joué un match de pré-saison face au Steelers de Pittsburgh (21–13 pour les Cardinals). Les Cardinals ont joué leur premier match de saison régulière au stade quand ils ont battu les 49ers de San Francisco 34 à 27 le 10 septembre 2006. Le nouveau stade comporte une architecture futuriste et moderne avec 63 400 sièges  pour le football américain. La capacité peut être augmentée à 72 200  pour d'autres événements. Il est non seulement le stade des Cardinals, mais il accueillera le Fiesta Bowl, le Super Bowl XLII et le West Regional Finals of the NCAA Men's Division I Basketball Tournament en 2009. Pendant le premier mois de son ouverture, l'édifice a été connu sous le nom de Cardinals Stadium. Le 26 septembre 2006, l'Université de Phoenix a acheté les droits d'appellation 154,5 millions USD pour 20 années.
Le 3 février 2008, il accueille le Super Bowl XLII. Après le Super Bowl XXX du 28 janvier 1996 au Sun Devil Stadium de Tempe, c'est la deuxième fois que l'événement a lieu en Arizona. Le 1er février 2015, il accueille le Super Bowl XLIX. Puis le 12 février 2023, le Super Bowl LVII se déroule dans ce stade.

## Aspects techniques et architecture
Le stade comporte de nombreuses installations de haute-technologie. Il possède un système de toit rétractable constitué de deux panneaux et réalisé dans une matière spéciale dénommée Bird-Air translucide. Capable de s'ouvrir ou de se fermer en quinze minutes, il est le premier toit de ce type construit sur une pente et pèse plusieurs tonnes. Il permet de protéger les spectateurs et les joueurs lors des canicules, fréquentes dans cette région où le mercure peut atteindre les cinquante degrés. Le toit est alors fermé pour bloquer les rayons du soleil et le puissant système d'air conditionné est mis en route. Le stade dispose également d'une aire de jeu amovible. Assez similaire au système utilisé par la Veltins Arena de Schalke 04 en Allemagne ou le Dome de Sapporo au Japon, la pelouse rétractable permet à l'herbe de pousser dans des conditions idéales puisque bénéficiant de la lumière du soleil. L'aire de jeu qui met environ soixante minutes pour être sortie ou rentrée est fixée sur un plancher, lui-même en contact avec des roues en acier et mis en route par un moteur électrique. Ce système permet au stade d'accueillir de très nombreux évènements qui seraient impossible à organiser sur une surface gazonnée : matches de basket, concerts, salons et conventions, etc. Le revêtement qui recouvre la façade du stade est de type « caméléon » et reflète une couleur différente en fonction de l'intensité de la lumière du soleil. Une couleur légèrement dorée le matin qui vire au bleu argenté en journée, et pour le coucher du soleil des tons roses, orange et pourpres.
L'intérieur du stade comporte de nombreux équipements et installations de loisirs. Il compte ainsi un total de 47 stands (restaurants, commerces, boutiques, etc.), 7 400 sièges de club, 10 ascenseurs et 18 escalators accessibles au public, 77 toilettes publiques (30 pour hommes, 35 pour femmes et 12 familiales), etc. L'intérieur du stade possède également 88 lofts de luxe incluant parkings privés pour les locataires, entrée séparée, toilettes, écrans de télévisions et espace de restauration. Le stade est entouré d'un parking pouvant accueillir 14 000 véhicules auxquels s'ajoutent les 12 000 places des parkings environnantes. En périphérie du stade se trouve une aire gazonnée pouvant accueillir des supporters venus encourager leur équipe de l'extérieur du stade. Sur cette surface sont prévues des aires de promenades, des éclairages pour les matches en nocturnes ainsi que diverses animations comme des musiciens ou des cheerleaders.
La modernité du stade et son design lui ont valu d'être placé par la revue Business Week dans le Top 10 des installations sportives les plus impressionnantes du monde. C'est la seule installation sportive américaine à être nommée dans cette sélection.

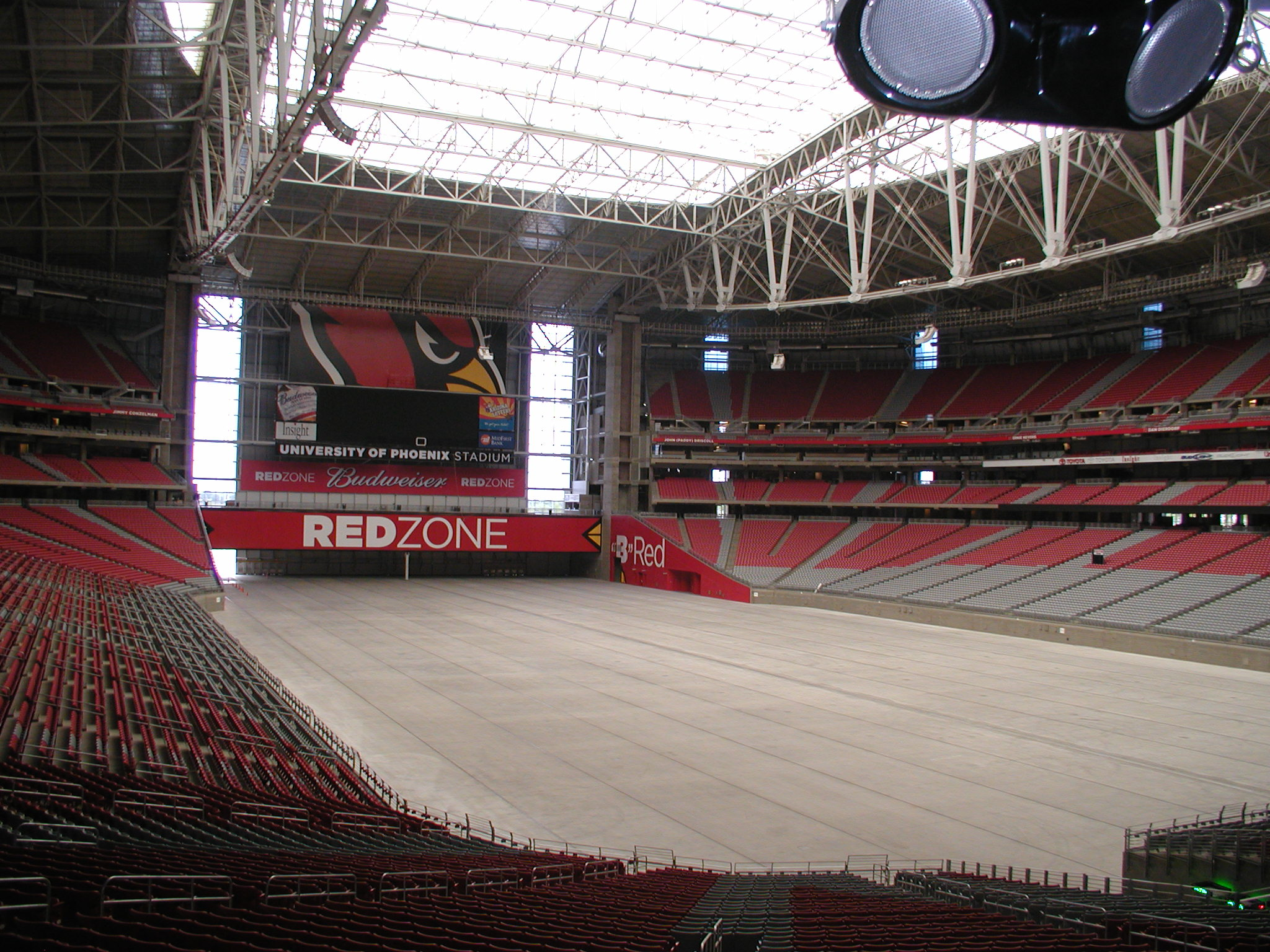
Vue intérieure

## Impact économique
Pendant la phase de construction du stade et la préparation du site, il y aura eu plus de 3 500 emplois créés et plus de 400 millions de dollars en retombées économiques sur l'économie de l'Arizona. Quant au club de football américain local, les Cardinals, il génère environ 150 millions de dollars chaque année pour l'économie locale.

## Événements
- Concert des Rolling Stones, 8 novembre 2006
- Fiesta Bowl, depuis le 1er janvier 2007
- BCS National Championship Game, 8 janvier 2007
- Match amical de football : USA-Mexique (2-0), 7 février 2007 (62 462 spectateurs)
- Super Bowl XLII, 3 février 2008
- Tournoi West Regional du Championnat NCAA de basket-ball 2009, 26 et 28 mars 2009
- Monster Jam Summer Heat, 1er août 2009
- WWE WrestleMania XXVI, 28 mars 2010
- WWE SmackDown, juillet 2011
- Super Bowl XLIX, 1er février 2015
- College Football Championship Game, 11 janvier 2016
- Matchs de la Copa América Centenario, juin 2016
- Concert de Guns N' Roses (Not in This Lifetime... Tour), 15 août 2016
- AMA Supercross , Monster Energie
- Final Four NCAA 2017
- Super Bowl LVII, 12 février 2023
- Concerts de Taylor Swift (inauguration de sa tournée The Eras Tour), 17 et 18 mars 2023
- Matchs de la Copa América 2024,  juin-juillet 2024.

## Galerie

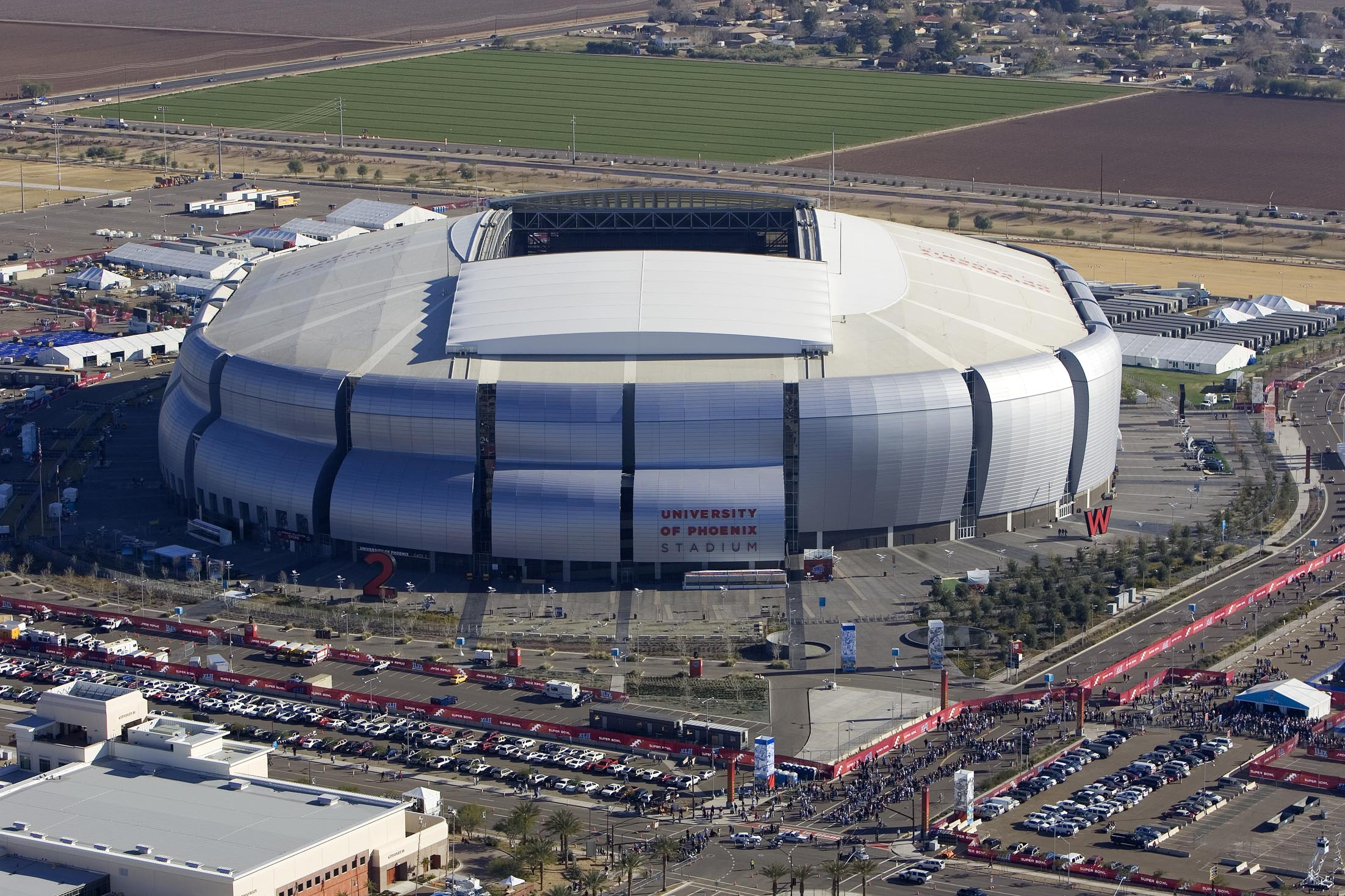
Vue aérienne
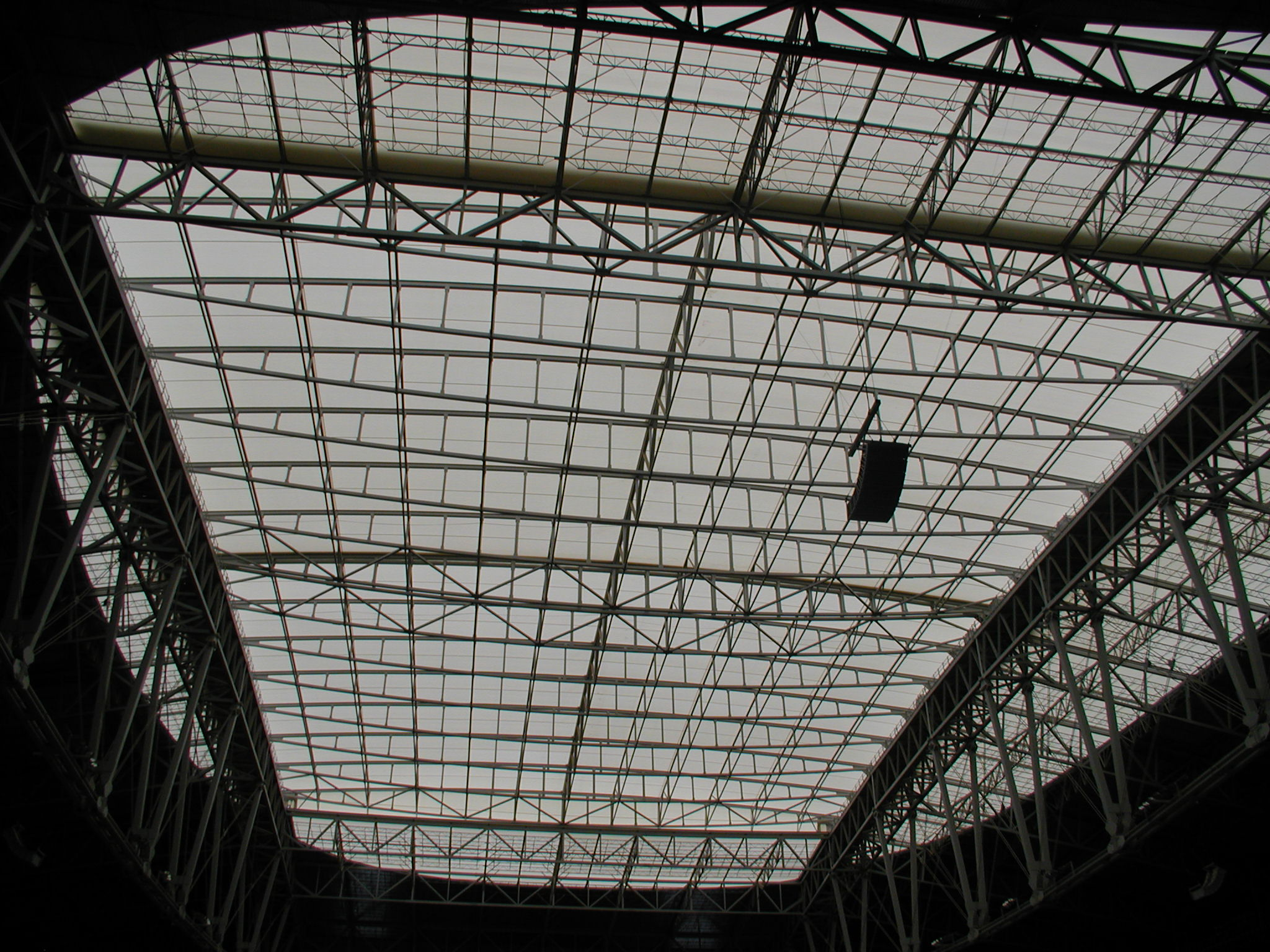
Le toit
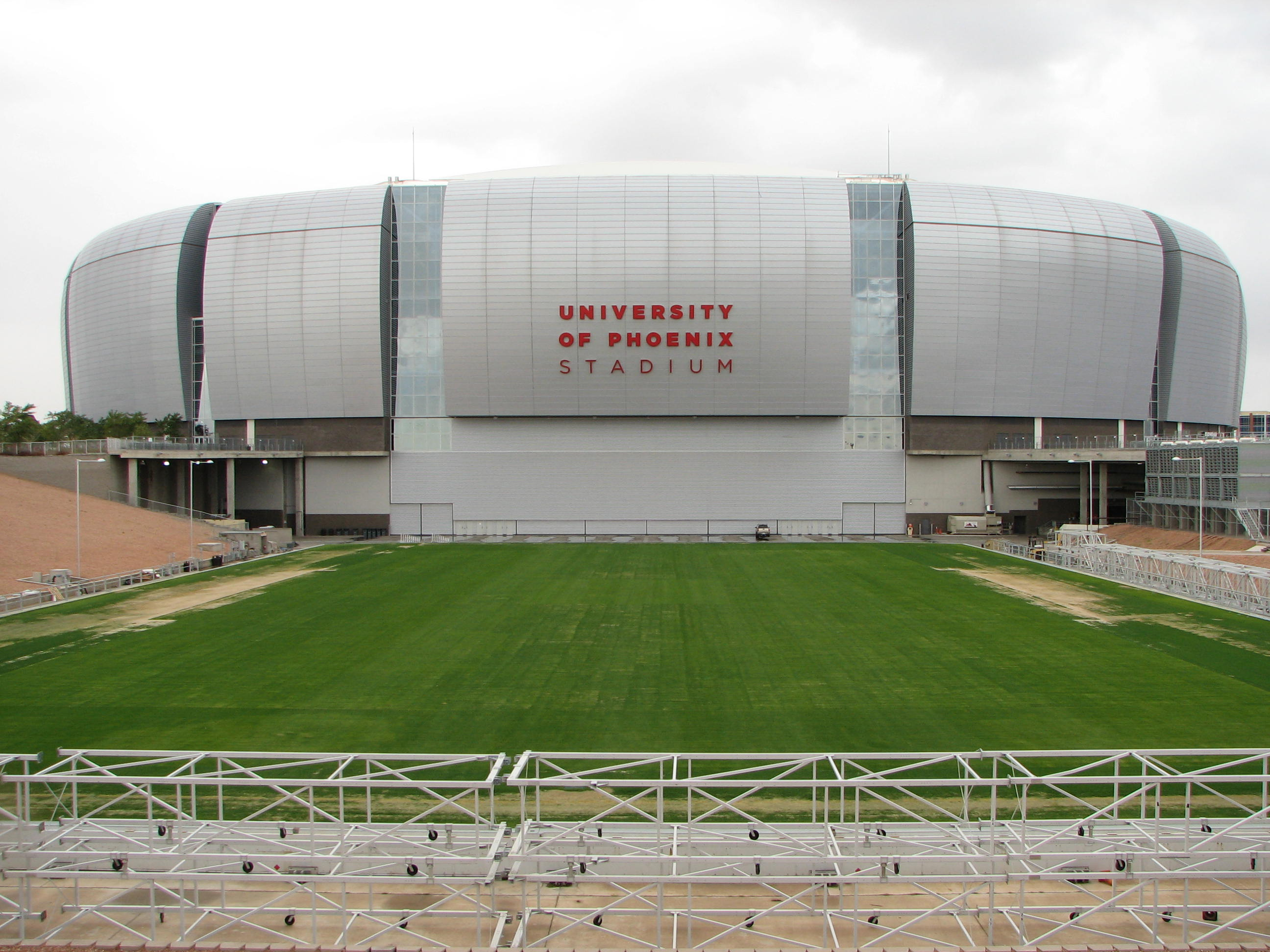
Pelouse rétractable déplacée à l'extérieur du stade
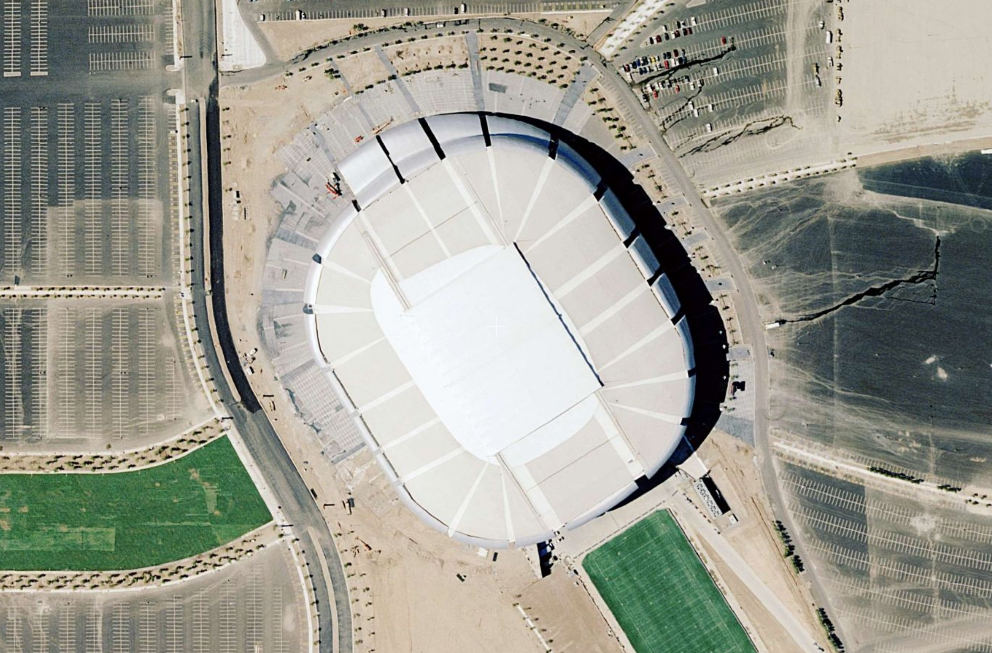
Vue satellitaire
Ancien logo